# George Gruntz
George Paul Gruntz (24 de junho de 1932 – 10 de janeiro de 2013) foi um pianista de jazz, organista, cravista, tecladista e compositor suíço, conhecido pelo seu trabalho com artistas como Phil Woods, Roland Kirk, Don Cherry, Chet Baker, Art Farmer, Dexter Gordon, Johnny Griffin e Mel Lewis.
Gruntz, que nasceu em Basileia, Suíça, foi também um talentoso arranjador e compositor, tendo sido comissionado por muitas orquestras e sinfonias. De 1972 a 1994, atuou como diretor artístico para o JazzFest Berlin.